# La Vicogne
La Vicogne är en kommun i departementet Somme i regionen Hauts-de-France i norra Frankrike. Kommunen ligger i kantonen Domart-en-Ponthieu som tillhör arrondissementet Amiens. År 2022 hade La Vicogne 242 invånare.

## Befolkningsutveckling
Antalet invånare i kommunen La Vicogne
| Referens: INSEE |